# In Sides
《In Sides》는 Internal/FFRR에서 1996년 4월 24일 발매된 영국의 일렉트로닉 듀오 오비탈의 4집 음반이다. 
원래 발매판은 8곡이 있는데 보너스 트랙이 담긴 많은 버전이 발매되었다. 시장에 따라 확장판에 포함된 곡은 《Satan》, 《Halcyon》, 《Impact》 의 라이브 실황, 1995년의 《Times Fly EP》, 1997년에 개봉된 영화 《The Saint》의 주제곡이나 《The Box》 싱글의 4부  28분짜리 버전이다.
《In Sides》는 영국 앨범 차트에서 5위에 올랐고 차트에 12주간 머물렀다.

## 트랙 리스트
| #  | 제목                                  | 재생 시간 |
| -- | ------------------------------------- | --------- |
| 1. | 〈The Girl with the Sun in Her Head〉 | 10:26     |
| 2. | 〈P.E.T.R.O.L.〉                      | 6:17      |
| 3. | 〈The Box (Part 1)〉                  | 6:28      |
| 4. | 〈The Box (Part 2)〉                  | 6:00      |
| 5. | 〈Dŵr Budr〉                          | 9:55      |
| 6. | 〈Adnan's〉                           | 8:41      |
| 7. | 〈Out There Somewhere? (Part 1)〉     | 10:42     |
| 8. | 〈Out There Somewhere? (Part 2)〉     | 13:26     |